# 青木重兼
青木 重兼（あおき しげかね）は、江戸時代前期の大名。摂津国麻田藩2代藩主。旗本青木可直の長男で、初代藩主青木一重の養子。諱は重壽（しげなか）ともいう。官位は従五位下甲斐守。

## 略歴
慶長11年（1606年）、旗本・青木可直の長男として播磨国姫路にて誕生した。慶長15年（1610年）、徳川家康に初めて拝謁する。
麻田藩初代藩主・青木一重には嗣子がなく、正重を養嗣子として迎えていたが、大坂の陣および豊臣氏の滅亡を機に病気を理由に廃嫡して、元和5年（1619年）の一重の隠居に伴い、その養嗣子となって麻田藩1万石を継いだ。
寛永3年（1626年）、徳川家光の上洛に随行し、従五位下・甲斐守に叙任された。寛永4年（1627年）、飛び地となっていた伊予国の領地を、摂津豊島郡、川辺郡内に移転される。寛永13年（1636年）、初めて領国へ帰ることを許された。藩主としては有能で、藩政においては文武を奨励し、民政においても善政を第一とすることに尽力したため、藩政の基礎が固められた。
寛永18年（1641年）より、京都御室の仁和寺の造営奉行を務め、功績を挙げた。10年に及ぶ京都滞在中、花園の妙心寺近辺に仮寓した縁で、妙心寺の愚堂禅師に参禅するようになった。明暦2年（1656年）、摂津の普門寺で中国より渡来した禅師隠元と知遇を得た。万治2年（1659年）2月、摩耶山麓に佛日寺を創建し、隠元を開山に迎えた。翌年には第2代住持として隠元の弟子の慧林性機を招致した。
寛文3年（1663年）、摂津川辺郡の多田院再興の奉行も務めた。寛文7年（1667年）には、萬福寺の大雄宝殿が造営されたが、この時も重兼は造営奉行を務めている。
隠元の招きにより明暦元年（1655年）に木庵性瑫が中国・明から来日し、寛文5年（1665年）に江戸入りした。この木庵を開山として、寛文10年（1670年）に江戸に瑞聖寺を創建した。
寛文12年（1672年）12月9日、隠居（致仕）した。重兼には女児しか子がなかったため、婿養子として重成（重正）を迎えて家督を譲った。
以上のような縁もあり、重兼は仏門に傾倒しており、延宝7年（1679年）に萬福寺第2代住持となっていた木庵の下で出家した。僧名は端山性正という。その後、川辺郡に大覚山方広寺を開き、七堂伽藍を建立し、開山に木庵を招いた。後には自らがその2世住持となった。
天和2年（1682年）、麻田において死去した。享年77。

## 系譜
- 父：青木可直
- 母：関右京亮の娘
- 養父：青木一重（1551年 - 1628年）
- 正室：酒井忠利養女 - 酒井忠季（忠利の兄重忠の子）の娘
- 生母不明の子女
  - 女子：慶雲院殿正寿元信大居士、青木重正（重成）正室
- 養子
  - 男子：青木可一（1627年 - 1644年） - 早世、酒井忠勝の三男
  - 男子：青木重正（1625年 - 1693年） - 朝倉宣親の長男